# Трјохгорни
Трјохгорни (рус. Трёхгорный) град је у Русији у Чељабинској области.

## Становништво
| 2002.  | 2010.  |
| ------ | ------ |
| 34.290 | 33.670 |